# بردية بروكلين 35.1446
بردية بروكلين 35.1446 هو المصطلح الحديث لبردية مصرية قديمة موجودة الآن في متحف بروكلين (نيويورك)

## التاريخ الأثري
اشتراها تشارلز إدوين ويلبور في مصر بين عامي 1881 و 1896. يحتمل أن الوثيقة مأخوذة من طيبة. بعد وفاة ويلبور، أعطت أرملته البردية إلى متحف بروكلين عام 1916، لكنها ظلت في منزل ثيودورا ويلبور، ابنة تشارلز ويلبور، حتى عام 1935. في ذلك الوقت، كانت البردية تتكون من حوالي 600 قطعة صغيرة، والتي أعيد تجميعها من عام 1950 إلى عام 1952. وفي عام 1955 تم نشر البردية من قبل ويليام سي هايز. وهي واحدة من أهم الوثائق الإدارية الباقية من المملكة المصرية الوسطى.

## المحتوى
ورق البردي منقوش على كلا الجانبين واستخدم لفترة أطول. الوثيقة تعود إلى 1809-1743 قبل الميلاد.

### الجانب الامامي
يوجد في المقدمة قائمة تضم 80 شخصًا في أعمدة مختلفة ممن فروا على ما يبدو من مؤسسة تسمى سجن كبير / معسكر عمل (ḫnrt-wr) ويقومون بتسجيل اكتشافهم. تسرد الوثيقة أسمائهم، واسم الأب، وكذلك مسؤول كبير، ومكان أو مؤسسة كانوا ينتمون إليها في الأصل. هناك ملاحظة في عمود آخر حول ما إذا كان الشخص ذكرًا أم أنثى. يلي ذلك بيان إداري، وهو المكان الذي تم فيه وضع علامة على القضية مع ملاحظة عن مكان وجود اللاجئين حاليًا. أخيرًا، هناك ملاحظتان حول ما إذا كانت القضية قد أغلقت أم لا.
يبدو أن المحتوى يعود إلى عهد أمنمحات الثالث حتى الأسرة الثالثة عشر. كما تضم الوثيقة نسخًا من خطاب وأمر ملكي موجه إلى الوزير عنخو.
كان محتوى هذه القائمة موضوع بحث مثير للجدل وهناك نهجان متعارضان في الأساس. فمن ناحية، يُنظر إلى الوثيقة على أنها دليل على أن مصر دولة قسرية، حيث أُجبرت أجزاء من السكان على العمل واعتبر هؤلاء الأشخاص العمل مرهقًا للغاية لدرجة أنهم فروا منها. من ناحية أخرى، أشير إلى أن الوثيقة تغطي فترة عدة عقود وأن عدد اللاجئين لهذه الفترة ليس كبيرا جدا. إن الدليل على مسؤولية العشيرة رائع. وطالما لم يُقبض على الهاربين، تم القبض على أقاربهم.

### الجانب الخلفي
توجد على ظهر الوثيقة قائمة بالخدم والآسيويين الذين باعتهم امرأة تُدعى سنيبتيسي، على ما يبدو أرملة رزينب. على وجه الخصوص، أثارت الأسماء الآسيوية العديدة الواردة في هذه القائمة اهتمام الباحثين وأظهرت ارتفاع نسبة الأجانب في مصر في الأسرة الثالثة عشر.